# 見せかけの回帰

ランダムウォーク過程の見せかけの回帰。シミュレーションで発生させた互いに独立なランダムウォークを回帰したもの。独立なのにも関わらず非常に高いt検定統計量の値となっている。

見せかけの回帰（みせかけのかいき、英: spurious regression）とは、統計学や計量経済学において、統計的に独立である無関係の二つの時系列変数が最小二乗法による回帰分析において統計的に有意な係数の推定値を取ってしまうという問題である。クライヴ・グレンジャーとポール・ニューボールドによって1974年にモンテカルロ法を用いたシミュレーションで発見され、ピーター・フィリップス (統計学者)によって1986年に理論的に示された。単位根過程と呼ばれる時系列変数同士の回帰分析によって起こる問題であり、単位根過程は経済データなどで頻繁にみられるため、1980年代以降の計量経済学における時系列分析では常に注意が払われる問題となっている。

## 概要
見せかけの回帰は時系列変数の回帰において説明変数と被説明変数が双方とも単位根過程である時に発生しうる。説明変数と被説明変数が共に単位根過程ならば、二つの変数は独立、つまり何の因果関係も相関関係もないとしても、その回帰係数は通常の手続きにおいて統計的に有意となる場合が多い。これを見せかけの回帰と呼ぶ。単位根過程は例えばランダムウォーク過程やドリフト付きランダムウォーク過程など時系列データにおいて頻繁に見られるため、見せかけの回帰を考慮しなければ本来無関係であるはずの二つの変数に対して誤った関係を見出しかねない。
擬似相関は観測されない、もしくは推計の対象としていない第三の変数がそれぞれの変数に対して影響を与えるという意味では、因果関係は存在しないが相関関係は存在する。つまり、説明変数は被説明変数の（無条件の）予測としては機能しうる。しかし、見せかけの回帰は因果関係も相関関係も存在しない確率論的に独立である二変数に対しあたかも関係があるかのように推定されてしまう場合があるということを述べている。
例えば、経済データにおける単位根である可能性が疑われる系列の例として株価などの資産価格、GDPや消費、雇用者数などのマクロ集計量などがある。これらの変数同士の回帰は、仮に有意な関係が得られたとしても、見せかけの回帰である可能性も否定できない。

## 数式での表現
見せかけの回帰は以下のようにして数式として表現される。次のような2つのランダムウォーク過程を考える。
{\displaystyle x_{t}=x_{t-1}+w_{t}}
{\displaystyle y_{t}=y_{t-1}+v_{t}}
ただし、{\displaystyle w_{t},v_{t}} はIID（独立かつ同一分布に従う）で
{\displaystyle \operatorname {E} [w_{t}]=\operatorname {E} [v_{t}]=0}
{\displaystyle \operatorname {Var} (w_{t})=\sigma _{w}^{2},\quad \operatorname {Var} (v_{t})=\sigma _{v}^{2}}
であるとする。また {\displaystyle w_{t}} と {\displaystyle v_{t}} は互いに独立であると仮定する。この仮定により {\displaystyle x_{t}} と {\displaystyle y_{t}} もまた互いに独立な無関係である変数となることが分かる。
ここで次のような線形回帰式を最小二乗法で推定する。
{\displaystyle y_{t}=\alpha +\beta x_{t}+\epsilon _{t}}
{\displaystyle x_{t}} と {\displaystyle y_{t}} には何の関係もないので {\displaystyle \beta =0} である。しかし、この回帰式の、{\displaystyle T} 個の観測値においての最小二乗法による {\displaystyle \beta } 推定量 {\displaystyle {\widehat {\beta }}_{T}} は以下の確率変数に分布収束する。
{\displaystyle {\widehat {\beta }}_{T}\ {\xrightarrow {d}}\ {\frac {\sigma _{v}}{\sigma _{w}}}{\frac {\int _{0}^{1}V(t)W(t)dt-\int _{0}^{1}V(t)dt\int _{0}^{1}W(t)dt}{\int _{0}^{1}W(t)^{2}dt-\left(\int _{0}^{1}W(t)dt\right)^{2}}}}
ここで {\displaystyle W(t),\ V(t)} は互いに独立なブラウン運動である。そして帰無仮説 {\displaystyle \beta =0} についてのt検定統計量 {\displaystyle t_{\beta }} はある確率変数 {\displaystyle Z} に対して
{\displaystyle {\frac {t_{\beta }}{\sqrt {T}}}\ {\xrightarrow {d}}\ Z}
となる。検定統計量 {\displaystyle t_{\beta }} を {\displaystyle {\sqrt {T}}} で割ったものがある確率変数 {\displaystyle Z} に分布収束するので、検定統計量そのものはマイナス無限大か無限大に発散する。よって観測個数 {\displaystyle T} が十分大きければ検定統計量 {\displaystyle t_{\beta }} は棄却値を上回ることが予想される。
ここで問題となっているのは真の値 {\displaystyle \beta =0} の下で誤差項 {\displaystyle \epsilon _{t}} が非定常過程（単位根過程）となっていることである。

## 共和分
見せかけの回帰は無関係な単位根過程同士に関係が存在するような推定結果が得られてしまうという問題であるが、実際に単位根過程がある（線形）方程式を常に成立させるように変動している場合がある。このような関係を共和分（英: cointegration）と呼ぶ。単位根過程間での関係は見せかけの回帰を生じるさせるようなものか、共和分であるかのいずれかなので、単位根過程間での有意な関係の有無を調べたい時には見せかけの回帰を起こすリスクが存在する最小二乗法ではなく、共和分関係の推定と共和分検定を用いることが推奨される。

## 見せかけの回帰の回避
見せかけの回帰を回避する方法はいくつか提案されている。

### ラグ付きの回帰
1期前の説明変数、もしくは被説明変数を説明変数として加える事で見せかけの回帰は回避できる。つまり、単位根過程 {\displaystyle x_{t},\ y_{t}} に対し
{\displaystyle y_{t}=\alpha +\beta _{1}x_{t}+\beta _{2}x_{t-1}+\beta _{3}y_{t-1}+\epsilon _{t}}
という回帰式で最小二乗法を適用する。例えば、数式での表現で定義されているように {\displaystyle x_{t},\ y_{t}} がランダムウォークならば、{\displaystyle \beta _{3}=1,\ \beta _{1}=\beta _{2}=0} であり、結果として誤差項が {\displaystyle v_{t}=\epsilon _{t}} を満たし、定常過程となるので通常の最小二乗法で係数が一致推定できる。しかし、仮説検定においては {\displaystyle y_{t}} の非定常性により通常の手続きと異なる方法を取る必要がある。

### 差分を取った回帰
説明変数と被説明変数の差分に対する関係を見る方法もある。つまり、単位根過程 {\displaystyle x_{t},\ y_{t}} に対し
{\displaystyle y_{t}-y_{t-1}=\alpha +\beta (x_{t}-x_{t-1})+\epsilon _{t}}
という回帰式で最小二乗法を適用する。ここで {\displaystyle x_{t},\ y_{t}} が1次の単位根過程ならば説明変数と被説明変数が共に定常過程となるので通常と全く同じ方法で一致推定や仮説検定なども行える。この簡便さや扱いやすさから差分を取った回帰は多くの研究者によって用いられているが欠点もある。一つが {\displaystyle x_{t},\ y_{t}} が単位根過程でない、つまり定常過程の場合である。もしそうならば最小二乗法による推定は誤った結果を導きかねない。もう一つが {\displaystyle x_{t},\ y_{t}} に共和分の関係が存在する場合である。この場合も差分を取った回帰では共和分関係を特定する事はできず、間違った結果を導きかねない。